# Taaaka Ryba

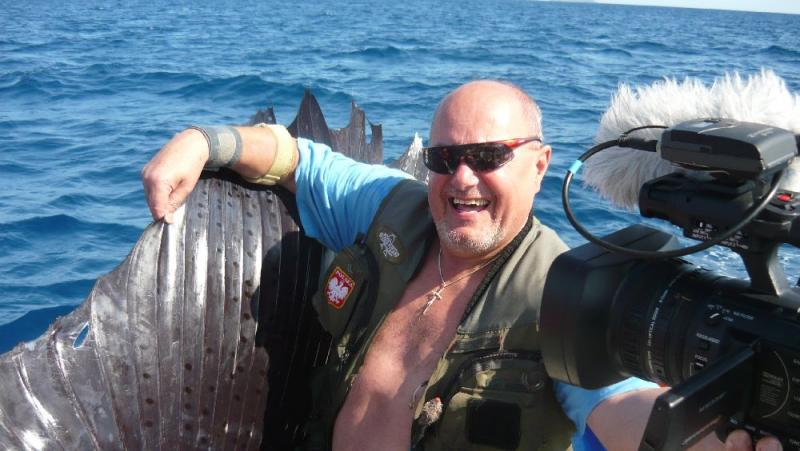
Jerzy Biedrzycki

Taaaka Ryba – telewizyjny program wędkarski prowadzony przez Jerzego Biedrzyckiego, który jest zarówno jego pomysłodawcą, scenarzystą, jak i reżyserem. Aktualnie realizowane programy w postaci 22-minutowych odcinków są emitowane na antenie Polsatu Play od 2008 roku i Polsatu 2 od 2005 roku do 2016 roku. Jako jedyny program wędkarski w polskiej telewizji utrzymuje się na antenie od ponad 20 lat.

## Treść
Prowadzący wraz z zaproszonymi gośćmi prezentuje światowe łowiska i ciekawe miejsca w ramach wspólnej wyprawy na ryby. W programie prezentowane są najróżniejsze techniki łowienia, ekscytujące hole, egzotyczne ryby i sprawdzone przez polskich mistrzów wędkarstwa sposoby. W programie kładziony jest nacisk na promocję ekologii i zasady „catch and release” czyli „złów i wypuść” w trosce o pielęgnację rybostanu, tak polskiego jak i zagranicznego. Dodatkowo prezentowane są ciekawostki przyrodnicze, zwierzęta specyficzne dla danego miejsca, a także regionalne smaczki kulinarne. Charakter programu i jego przez lata budowana popularność opiera się na charyzmatycznym prowadzącym – Jerzym Biedrzyckim, któremu udało się wytworzyć w programie swoistą atmosferę - przyjacielskiej wyprawy, do udziału w której widz także zostaje zaproszony. Program jest bogato ilustrowany atrakcyjnymi, unikatowymi zdjęciami podwodnymi. W ponad 20-letniej historii programu wystąpili najwybitniejsi polscy i zagraniczni wędkarze reprezentujący różne techniki połowu ryb, wielu znakomitych aktorów-wędkarzy oraz ludzie polityki i biznesu.
Odcinki emitowane na Polsacie Play i Polsacie 2 są w całości dostępne do obejrzenia na platformie telewizji internetowej IPLA TV – bezpłatnie.
W 1996 program został odznaczony „Złotą Łuską” na Targach Wędkarskich w Warszawie za najciekawszy produkt na zbliżający się sezon.
Znak towarowy TAAAKA RYBA został zarejestrowany w Urzędzie Patentowym RP pod numerem 117359 dnia 20 stycznia 1997 roku.
Od 2015 odcinki „TAAAKIEJ RYBY” są również emitowane za pomocą multipleksu naziemnej telewizji cyfrowej w TV 6 - ogólnodostępne.
- TV Krater – 27 odcinków programu
- TV Polonia 1 – 49 odcinków
- TV Wisła, TVN – 103 odcinki
- TVP Regionalna – 101 odcinków
- Tele 5 – 27 odcinków
- Telewizja Puls – 176 odcinków
- Discovery – 8 filmów
- Seasons TV – 1 film
- National Geografic – 1 film
- Filmowa Encyklopedia TAAAKIEJ RYBY – kilkanaście filmów pełnometrażowych
- Internetowa Telewizja TAAAKA RYBA – kilkaset filmów
- Polsat Play, Polsat 2 – 170 odcinków (cykl w kontynuacji)

## Odcinki dla niesłyszących
Także niepełnosprawni słuchowo widzowie mają szansę oglądać „Taaaką Rybę”. Odcinki programu w wersji dla niesłyszących na Polsacie Play w trakcie emisji są oznaczone specjalną ikoną znajdującą się w lewym dolnym rogu. Obok niej, podany jest nr strony telegazety, na której można znaleźć odpowiednie napisy. Lista aktualnie dostępnych odcinków „Taaakiej Ryby” w wersji dla niesłyszących:
- Taaaka ryba sezon 1, odc. 1-5
- Taaaka ryba sezon 2, odc. 20-22
- Taaaka ryba sezon 3, odc. 23-28
- Taaaka ryba sezon 4, odc. 35-46
- Taaaka ryba sezon 5, odc. 47-58
- Taaaka ryba sezon 6, odc. 59-70
- Taaaka ryba sezon 7, odc. 71-77, 81
- Taaaka ryba sezon 8, odc. 83-90, 92-94

## Spis odcinków emitowanych wPolsat Play

### Polska
- 5. Podhalańska głowacica
- 7. Jesienny Biały Dunajec
- 9. Świąteczny karp
- 14. Mazury pod lodem
- 15. Rybnickie morze
- 16. Troć Regi
- 18. Karpiowe okazy
- 20. Czarny Dunajec
- 22. Bieszczadzki kleń
- 23. Podkarpacki kropkowaniec
- 24. Roślinnożerny amur
- 25. Profesor karp
- 26. Kaszubski węgorz
- 27. Lipcowa brzana
- 28. Dunajecki OS
- 29. Bałtycki dorsz
- 30. Jezioro Czorsztyńskie
- 31. Kurpiowska Narew
- 32. Szczupak na żywca
- 33. Tymiankowy lipień
- 34. Morska wigilia
- 37. Mazurskie miętusy
- 39. Zalew Sulejowski
- 40. Czarna Orawa
- 41. Wiosenne odgłosy
- 42. Skrócony zestaw z gumą
- 44. Mazurskie karpie
- 48. Bałtycka belona
- 49. Potokowiec po burzy
- 50. Leszcze ze słonej wody
- 51. Rybnickie liny
- 52. Głębinowe turboty
- 53. Aktorski „Leśny Zakątek”
- 54. Oleśnikowa Dolina
- 55. Królowa śniegu
- 56. Woblery i sztuczne muchy
- 57. Kardynalskie ostatki
- 58. Bożonarodzeniowa ucha
- 67. Karpiowa zasiadka
- 78. Białe ryby z Miłocina
- 81. Bacowe rosówki
- 82. Przygoda wędkarska przy kominku
- 85. Łosoś królewski
- 91. Nadarzyckie szczupaki
- 92. Nocne karpiowanie
- 93. Oleśnikowe jesiotry
- 94. Garbusy na Pojezierzu Drawskim
- 111. Bałtyckie przedwiośnie
- 115. Śląski Sazan
- 116. Elektroniczne połowy
- 117. Batman
- 118. Letnie wędkowanie
- 120. Nocne węgorze
- 121. Augustowski lin
- 124. Atomowe szczupaki z Żarnowca
- 125. Karpiowe szaleństwo
- 126. Poważna drgająca szczytówka
- 128. Dunajecki lipień
- 133. Mazurska sieja
- 140. Warmińska rzeka Wel
- 141. Nocny połów karpi
- 142. Świt na Pobiedniku
- 143. Białka Tatrzańska
- 144. Szczupak po kujawsku
- 145. Wędkarstwo plażowe dla początkujących
- 150. Dorsze z bałtyckich wraków
- 151. Lubuskie garbusy
- 152. Bieszczadzki San
- 156. Pstrągi źródlane z Pilicy
- 157. Mazowieckie rozlewiska
- 158. Dolina Będkowska
- 163. Podhalańskie pstrągi

### Kanada
- 1. Jesiotr biały cz.1
- 2. Jesiotr biały cz.2
- 6. Pacyficzne łososie
- 159. Pacyficzny halibut
- 161. Oceaniczne rockfishe
- 162. Lingcod z Pacyfiku

### Szwecja
- 3. Szczupakowy Asunden
- 10. Atlantycki śledź
- 98. Spinning jeziorowy
- 99. Okoniowe Eldorado
- 103. Szwedzkie pstrągi jeziorowe
- 122. Szwedzkie szkiery
- 123. Spławikowa biała ryba
- 127. Sandaczowa jesień

### Norwegia
- 4. Lofocki sej
- 8. Wyspa Hitra
- 45. Łowy na końcu świata
- 46. Wilcze zęby
- 47. Dorsz i halibut
- 74. Brosma z Nordkappu
- 75. Morze Barentsa
- 76. Z wizytą u św. Mikołaja
- 77. Grzybowe ryby
- 95. Skandynawskie podróże
- 96. Arktyczne safari
- 97. Morsy na Nordkappie
- 112. Majtki teściowej
- 113. Żółwik morski
- 114. Norweska fląderka
- 119. Rodzinna Norwegia
- 136. Zimowe Lofoty
- 137. Olbrzymie dorsze
- 160. Halibut atlantycki

### Wenezuela
- 11. Wenezuela cz.1
- 12. Wenezuela cz.2
- 13. Wenezuela cz.3
- 17. Karaiby
- 19. Amazoński bass
- 21. Potwory z dżungli
- 59. Krwiożercza pirania
- 60. Tropikalna bokona
- 61. Egzotyczne łowy
- 108. Payara z Niciare
- 109. Drapieżna picua
- 110. Salto Angel - Wenezuela

### Hiszpania
- 35. Sumowa corrida cz.1
- 36. Sumowa corrida cz.2
- 38. Sandacze z Caspe
- 83. Hiszpańska brzana
- 84. Morskie wynalazki
- 107. Rio Ebro
- 129. Okoniowe żniwa
- 130. Hiszpańska gruntówka

### Egipt
- 62. Okoń nilowy
- 63. Ryba tygrysia
- 64. Morze Czerwone
- 68. Czerwonomorski zawrót głowy
- 69. Polowanie na rekina
- 70. Barakuda olbrzymia

### Dania
- 65. Bornholmska troć

### Czechy
- 66. Pstrągi z Wełtawy

### Finlandia
- 71. Fiński trolling
- 72. Jeziorowe smakołyki
- 73. Podróż po Laponii
- 88. Spod lodu na kręgu polarnym
- 89. Laponia w porze zimowej

### Gwinea Bissau
- 131. Gwinejska bara bara bara
- 132. Karanksy atlantyckie
- 134. Hipolit Gwinejski
- 135. Afrykańskie olbrzymy
- 153. Rodzinna Gwinea
- 154. Polowanie na srebrnego króla
- 155. Cobia z gwinejskiego wraku

### Mołdawia
- 79. Mołdawskie drapieżniki

### Indie
- 86. Indyjski Archipelag Andamański
- 87. Trolling na Oceanie Indyjskim
- 90. Hinduskie żniwa

### Kenia
- 138. Koryfena mahi mahi
- 139. Marlin pasiasty

### Rumunia
- 80. Delta Dunaju

### Irlandia
- 100. Atlantyckie rekiny i kongery
- 101. Irlandzki rdzawiec i molwa
- 164. Kongery z Oceanu Atlantyckiego
- 165. Piękności oceaniczne
- 166. Irlandzkie rekiny
- 167. Ludojad - żarłacz błękitny

### Włochy
- 102. Dolina rzeki Pad

### Mongolia
- 146. Mongolskie miętusy
- 147. Lenoki Czyngis - Chana
- 148. Po mongolskim stepie na hariusy
- 149. Azjatycki tajmień

### Madagaskar
- 104. Żaglica z Madagaskaru
- 105. Żarłacz biały
- 106. Ocean Indyjski przy Madagaskarze

### Tajlandia
- 168. Amazońska arapaima z Tajlandii
- 169. Niszczuka krokodyla
- 170. Płaszczka ogończa